# Luckenau
Luckenau ist ein Ortsteil der Stadt Zeitz im Burgenlandkreis in Sachsen-Anhalt (Deutschland).
Bis zur Eingemeindung nach Zeitz am 1. Januar 2010 war Luckenau eine selbständige Gemeinde mit den zugehörigen Ortsteilen Streckau und Weidau in der Verwaltungsgemeinschaft Zeitzer Land. Letzte Bürgermeisterin von Luckenau war Margit Stirbo.

## Geografie
Luckenau liegt ca. sechs Kilometer nordwestlich von der Innenstadt Zeitz am Maibach, der durch den Ort fließt und einige Kilometer weiter östlich in die Weiße Elster mündet. Der Braunkohleabbau hat die Landschaft geprägt und verbliebene Tagebaurestlöcher bilden heute kleine Seen. Großstädte in der Umgebung sind Gera, Leipzig und Halle.

## Geschichte
In dem Tal, durch das der Maibach fließt, wurden die kleinen Dörfer Luckenau, Weidau und Streckau angelegt. Der Ort wurde erstmals 976 urkundlich als Villa Luongonosi erwähnt, die von Kaiser Otto II. dem Bistum Zeitz geschenkt wurde.
Aus den Dörfern Luckenau, Streckau, Weidau und Gaumnitz wurde 1930 eine Gemeinde gegründet. Sie unterstand zunächst der Kreisverwaltung Weißenfels, später gehörte die Gemeinde zum Kreis Zeitz und heute zum Burgenlandkreis.
Im Jahre 1932 musste der Ort Gaumnitz einem Braunkohletagebau weichen. 1931 wurde dazu das Dorf abgerissen. Bevor am 29. Juni 1931 der Kirchturm kontrolliert gesprengt wurde, war die Gaumnitzer Kirchenorgel nach Nienstedt versetzt worden. Letztere schuf 1865 Conrad Geißler, als die Gaumnitzer Kirche neu gebaut wurde.

### Einwohnerentwicklung
Entwicklung der Einwohnerzahl (von 1994 bis 2008) :
| - 1994 - 771 - 2000 - 694 - 2005 - 600 - 2007 - 556 - 2008 - 552 |

## Gedenkstätten
- Grabstätten auf dem Ortsfriedhof für zwei unbekannte und einen namentlich bekannten Polen, die während des Zweiten Weltkrieges nach Deutschland verschleppt und Opfer von Zwangsarbeit wurden, sowie einen Rotarmisten
- Gedenkstein auf dem Dorfplatz für die Opfer des Faschismus

## Wirtschaft
Die J. Raab GmbH, einem Tochterunternehmen der Joseph Raab GmbH & Cie.KG hat ihren Unternehmenssitz in Luckenau. Am Standort hat sich das Unternehmen auf die Produktion von Edelstahl-Schornstein- und Abgassystemen spezialisiert. In Luckenau arbeiten 80 Mitarbeiter in Produktion und Verwaltung.
Seit 1978 wird die "Schädemulde" zur Forellenaufzucht genutzt. Heute erzeugt, verarbeitet und vermarktet die Forellenanlage Luckenau GbR hier einheimische landwirtschaftliche Produkte.

## Infrastruktur
Luckenau liegt an der Landstraße L197 zwischen Theißen und Trebnitz. Zur Bundesstraße 91, die Weißenfels und Zeitz verbindet, sind es 3 km.
Am Haltepunkt Luckenau an der Bahnstrecke Weißenfels–Zeitz verkehren Züge der RB 76 betrieben von DB Regio Südost in Richtungen Zeitz oder Weißenfels.

## Sport
Die Damenmannschaft im Kegeln, die Sportfreunde Luckenau, spielte von 2005 bis 2010 in der 3. Bundesliga Ost. Des Weiteren gibt es mit dem FC Luckenau einen Fußballverein.

## Persönlichkeiten
- Johann Gottfried Krug (1736–1811), Orgelbauer und Instrumentenmacher
- Waldemar Scheithauer (1864–1942), Industrieller und Generaldirektor der Werschen-Weißenfelser Braunkohlen AG.
- Carl Gärtig (1902-1981), Widerstandskämpfer